# Turska ženska vaterpolska reprezentacija
Turska ženska vaterpolska reprezentacija predstavlja državu Tursku u međunarodnom športu ženskom vaterpolu.

## Nastupi na velikim natjecanjima

### EP 2016.
- 10. siječnja 2016.:  Rusija -  Turska 29:0
- 12. siječnja 2016.:  Turska -  Nizozemska 0:25
- 14. siječnja 2016.:  Mađarska -  Turska 27:1
- 16. siječnja 2016.:  Grčka -  Turska 29:3
- 18. siječnja 2016.:  Portugal -  Turska 11:10

- za 11. mjesto (22. siječnja 2016.):  Turska -  Hrvatska 4:12[1]

### EP 2018.
- 14. srpnja 2018.:  Rusija -  Turska 35:4
- 15. srpnja 2018.:  Turska -  Mađarska 5:32
- 17. srpnja 2018.:  Španjolska -  Turska 32:2
- 19. srpnja 2018.:  Njemačka -  Turska 12:9
- 21. srpnja 2018.:  Srbija -  Turska 9:6

- za 11. mjesto (23. srpnja 2018.):  Hrvatska -  Turska 11:6